# Zofia Denkowska
Zofia Denkowska (ur. 1949 w Rzeszowie, zm. 19 grudnia 2021 w Angers) – polska matematyk specjalizująca się w geometrii subanalitycznej, tłumacz przysięgła z języka angielskiego, francuskiego i włoskiego.

## Życiorys
Ukończyła III Liceum Ogólnokształcące im. Cypriana Kamila Norwida w Rzeszowie. Finalistka XVII Olimpiady Matematycznej. W latach 1966–1971 studiowała matematykę na Wydziale Matematyki, Fizyki i Chemii Uniwersytetu Jagiellońskiego. Pracę magisterską pt. An example of a function which is locally constant in an open dense set, everywhere differentiable but not constant napisała pod kierunkiem Stanisława Łojasiewicza. W 1975 obroniła doktorat na podstawie rozprawy La continuité de la section d’un ensemble semi-analytique et compact napisanej także pod kierunkiem Łojasiewicza.
Przyczyniła się do rozwinięcia geometrii subanalitycznej w jego ujęciu wolnym od odwołań do twierdzenia Hironaki o desyngularyzacji. Była nieformalną promotorką pomocniczą doktoratu Krzysztofa Kurdyki.
W latach 1988–1991 zatrudniona na stanowisku profesora wizytującego na Uniwersytecie XI Paris-Sud w Orsay. Osiadła we Francji, otrzymując habilitację oraz stanowisko profesora w 1992 na Uniwersytecie w Angers, gdzie pracowała aż do przejścia na emeryturę w 2017. W 1998 była promotorką doktoratu Emilii Jankowskiej-Sahraoui. Członek Polskiego Towarzystwa Matematycznego i Société mathématique de France.
Żona Zdzisława Denkowskiego (również matematyka), matka Bartłomieja i Macieja (również matematyka).